# 奥罗斯科
奥罗斯科（西班牙語：Orozco）是西班牙巴斯克自治区比斯开省的一个市镇。总面积103平方公里，总人口2116人（2001年），人口密度21人/平方公里。